# Momoria praenubila
Momoria praenubila är en insektsart som beskrevs av Rauno E. Linnavuori 1956. Momoria praenubila ingår i släktet Momoria och familjen dvärgstritar. Inga underarter finns listade i Catalogue of Life.